# 앙헬 로페스
앙헬 도밍고 로페스 루아노(Ángel Domingo López Ruano, 1981년 3월 31일~ )는 스페인의 전 축구 선수로, 현역 시절 포지션은 라이트백, 미드필더였다.